# Ялоха, Конрад
Конрад Ялоха (пол. Konrad Jałocha; род. 9 мая 1991[…], Варшава) — польский футболист, вратарь мелецкой «Стали».

## Карьера
Начинал футбольную карьеру в футбольных академиях «Пузновка 1996» и «Мазовше Ментне». В 2007 году перешёл в варшавскую «Легию». Летом 2012 года футболист стал подтягиваться к играм  с основной командой клуба. В январе 2013 года футболист на правах арендного соглашения присоединился к клубу «Хойничанка». В начале 2014 года футболист вернулся в «Легию», где стал преимущественно выступать за вторую команду клуба. Дебютный матч за основную команду сыграл 28 мая 2014 года против клуба «Погонь». По итогу сезона вместе с клубом стал победителем чемпионата. Следующий сезон футболист начал 9 июля 2014 года с поражения за Суперкубок Польши, уступив клубу «Завиша». Также вместе с клубом смог квалифицироваться в основной этап Лиги Европы УЕФА. По итогу сезона вместе с клубом стал обладателем Кубка Польши и серебряным призёром чемпионата.
В июле 2015 года футболист на правах арендного соглашения перешёл в клуб «Арка». Дебютировал за клуб 25 июля 2015 года в матче Кубка Польши против клуба «Погонь». Первый матч в чемпионате сыграл 1 августа 2015 года против клуба «Завиша». Футболист быстро смог закрепиться в основной команде клуба, став основным вратарём клуба. По итогу сезона вместе с клубом стал чемпионом Первой лиги. В начале следующего сезона футболист продолжил выступать за клуб на правах арендного соглашения. Первый матч в чемпионате сыграл 18 июля 2016 года против клуба «Брук-Бет Термалика». По итогу основного этапа чемпионате отправились в раунд плей-офф за сохранение места в элитном дивизионе, где смогли сохранить прописку. Также вместе с клубом стал обладателем Кубка Польши, однако в самом финале футболист участие не принимал. По окончании срока арендного соглашения покинул клуб.
По возвращении в варшавскую «Легию» футболист выступал за вторую команду клуба. В январе 2018 года на правах арендного соглашения присоединился к клубу «Тыхы». Дебютировал за клуб 3 марта 2018 года в матче против клуба «Хробры Глогув». Футболист быстро закрепился в основной команде клуба, став основным вратарём. По окончании срока арендного соглашения футболист на полноценной основе присоединился к клубу на правах свободного агента. В клубе футболист стал основным вратарём, за который выступал на протяжении 5 сезонов, в общей сложности проведя 176 матчей во всех турнирах. В июне 2023 года футболист покинул клуб.
В июле 2023 года футболист пополнил ряды мелецкой «Стали», с которой заключил двухлетний контракт. Дебютировал за клуб 26 сентября 2023 года в матче Кубка Польши против клуба «Одра».

## Достижения
«Легия»
- Чемпион Польши: 2013/14
- Обладатель Кубка Польши: 2014/15

«Арка»
- Победитель Первой лиги: 2015/16
- Обладатель Кубка Польши: 2016/17